# Relações entre Itália e Somália
As relações entre Itália e Somália são as relações bilaterais entre a Itália e a Somália.

## História
As relações entre os atuais territórios da Somália e da Itália remontam à Antiguidade. Durante os séculos do Império Romano, o Périplo do Mar Eritreu, entre outros documentos, relata os primeiros intercâmbios comerciais entre comerciantes que habitavam cidades-estado no litoral do norte da Somália com comerciantes romanos. Numerosos artefatos datados deste período foram descobertos na Somália, como no sítio de Damo, na região de Puntland.
Em termos de administração, a Itália conquistou pela primeira vez uma base na Somália através da assinatura de vários pactos e acordos no final do século XIX com o Sultanato Majeerteen e o Sultanato de Hobyo liderados pelo rei Osman Mahamuud e pelo sultão Yusuf Ali Kenadid, respectivamente. 
No início do século XX, foi criada a Somália italiana com estatuto colonial. Foi ampliado após a Primeira Guerra Mundial com o Trans-Juba italiana e Mogadiscio como capital.
Em 1936, o território adquirido da Etiópia, chamado "Ogaden italiano", foi integrado na África Oriental Italiana como parte da governadoria da Somália dentro do império italiano. A governação gozava de um enorme desenvolvimento sócio-econômico: isto duraria até 1941, durante a Segunda Guerra Mundial.
A Somália italiana passou então sob a administração britânica até 1949, quando se transformou em um território sob tutela das Nações Unidas, o Protetorado da Somalilândia, sob a administração italiana. Em 1 de julho de 1960, o Protetorado da Somalilândia uniu-se com o brevemente existente Estado da Somalilândia (a antiga Somalilândia Britânica) para formar a República Somali. 
Embora a maioria dos somalis italianos tivessem deixado o território após a independência, as relações da Somália com a Itália permaneceram fortes nos anos seguintes e durante o período da guerra civil que se seguiu.
O Governo Federal da Somália foi posteriormente estabelecido em 20 de agosto de 2012, representando o primeiro governo central permanente no país desde o início do conflito.  No mês seguinte, Hassan Sheikh Mohamud foi eleito o primeiro presidente do novo governo. A eleição foi bem recebido pelas autoridades italianas, que reafirmaram o apoio contínuo da Itália ao governo da Somália, sua integridade territorial e soberania. 